# Podocoma
 Podocoma  Cass., 1817 è un genere di piante angiosperme dicotiledoni della famiglia delle Asteraceae, sottofamiglia Asteroideae, tribù Astereae (Baccharis lineage) e sottotribù Baccharidinae.

## Etimologia
Il nome del genere deriva da due parole greche: "podo" (= piede) e "coma" (= capello o ciuffo di peli)..
Il nome scientifico del genere è stato definito dal botanico Alexandre Henri Gabriel de Cassini (1781-1832) nella pubblicazione " Bulletin des Sciences, par la Société Philomatique" (  Bull. Sci. Soc. Philom. Paris 1817: 137) del 1817.

## Descrizione

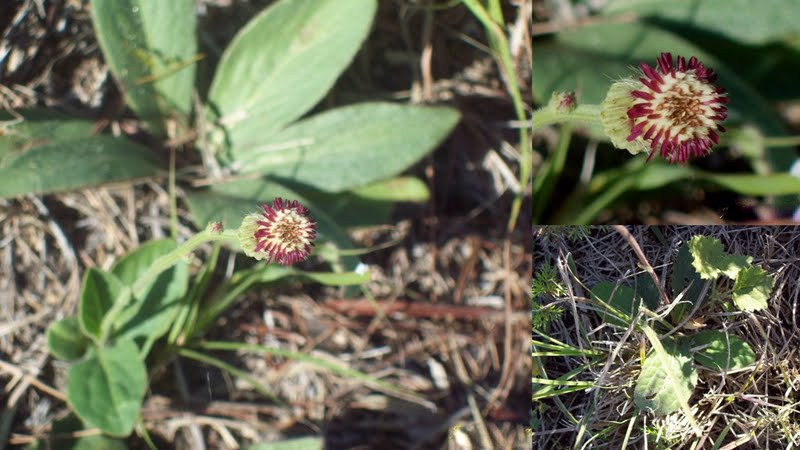
Il portamento
Podocoma hieracifolia

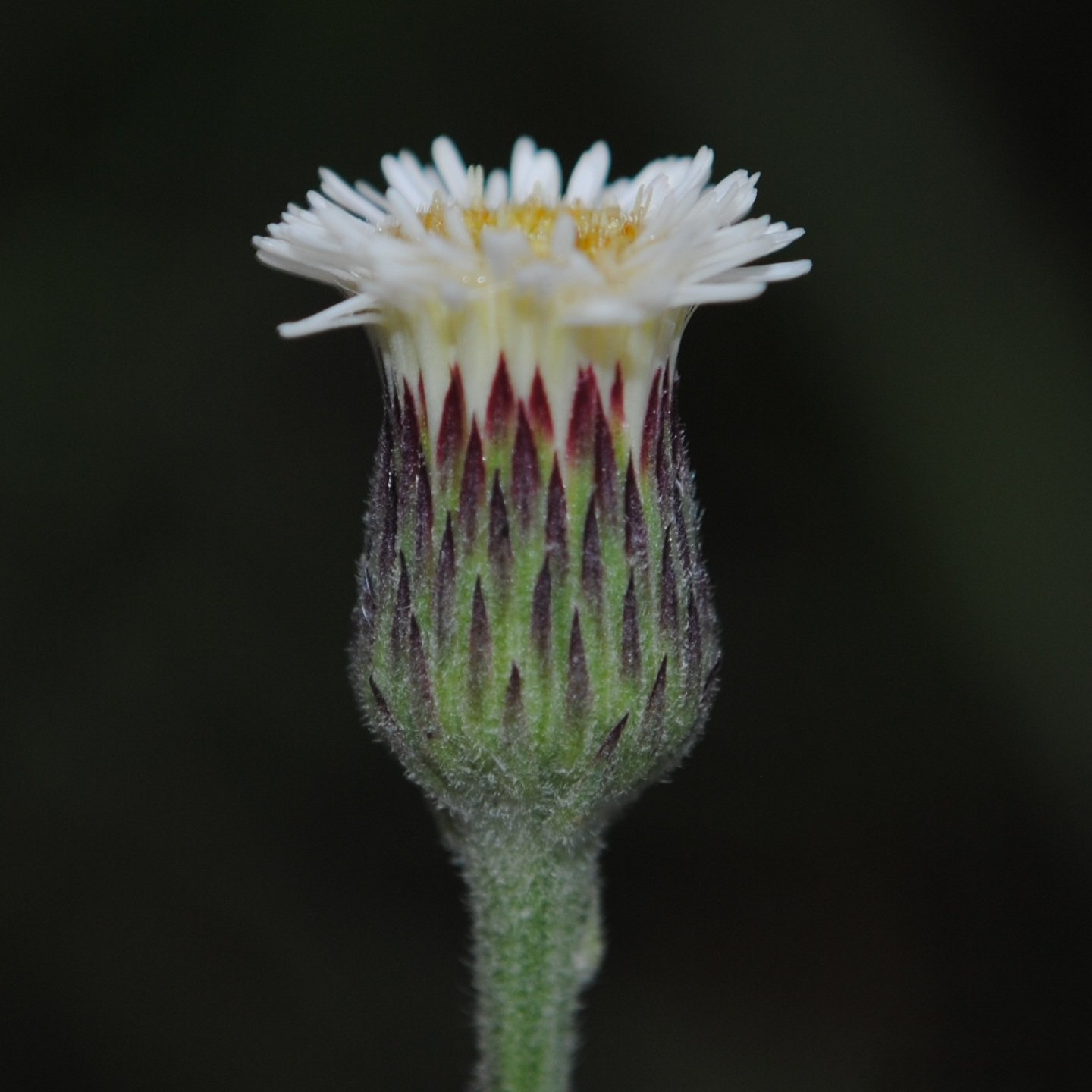
Infiorescenza
Podocoma hieracifolia

Portamento. Le specie di questo genere hanno un habitus di tipo erbaceo perenne rizomatoso, grossolanamente pubescenti ma non ghiandolose.
Fusto. La parte aerea è eretta, semplice o ramosa. 
Foglie. Le foglie sono disposte in modo alternato, picciolate o sessili. Quelle basali possono essere persistenti. La lamina è intera con varie forme. La superficie è percorsa da 1 – 3 nervi.
Infiorescenza. Le sinflorescenze sono principalmente scapose (capolini singoli). Le infiorescenze vere e proprie sono composte da un capolino terminale peduncolato normalmente di tipo disciforme. I capolini sono formati da un involucro, con forme campanulate, composto da diverse brattee, al cui interno un ricettacolo fa da base ai fiori di due tipi: fiori del raggio e fiori del disco. Le brattee, non carenate, con forme da strettamente lanceolate a oblunghe e a consistenza erbacea, sono disposte in modo più o meno embricato e fortemente scalato su 3 - 5 serie. Il ricettacolo in genere è nudo ossia senza pagliette a protezione della base dei fiori; la forma è piatta o da convessa a conica.
Fiori.  I fiori sono tetra-ciclici (formati cioè da 4 verticilli: calice – corolla – androceo – gineceo) e pentameri (calice e corolla formati da 5 elementi). Si distinguono in:
- fiori del raggio (esterni): sono femminili e sono disposti su 2 - 5 serie; sono principalmente filiformi (zigomorfi);
- fiori del disco (centrali): sono più numerosi con forme tubulose (attinomorfe); sono ermafroditi.

- Formula fiorale:

*/x K {\displaystyle \infty }, [C (5), A (5)], G 2 (infero), achenio
- Calice: i sepali del calice sono ridotti ad una coroncina di squame.

- Corolla: 
  - fiori del raggio: la forma della corolla alla base è tubulosa, mentre all'apice è filiforme avvolgente o eretta; il colore varia da bianco a porpora, raramente giallo;
  - fiori del disco: la forma è lungamente tubulare imbutiforme con 5 corti lobi terminali; i lobi, patenti o eretti, hanno una forma deltata; il colore normalmente è crema.

- Androceo: l'androceo è formato da 5 stami sorretti da filamenti generalmente liberi; gli stami sono connati e formano un manicotto circondante lo stilo; le teche (produttrici del polline) alla base sono troncate e sono lievemente auricolate (molto raramente sono speronate o hanno una coda); le appendici apicali delle antere hanno delle forme piatte e lanceolate; il tessuto endoteciale (rivestimento interno dell'antera) è quasi sempre polarizzato (con due superfici distinte: una verso l'esterno e una verso l'interno). Il polline è sferico con un diametro medio di circa 25 micron;  è tricolporato (con tre aperture sia di tipo a fessura che tipo isodiametrica o poro) ed è echinato (con punte sporgenti).[11][13]

- Gineceo: l'ovario è infero uniloculare formato da 2 carpelli.[7] Lo stilo (il recettore del polline) è profondamente bifido (con due stigmi divergenti) e con le linee stigmatiche marginali separate.[14] I due bracci dello stilo hanno una forma lanceolata a deltoide e possono essere papillosi o ricoperti da ciuffi di peli.

Frutti. I frutti sono degli acheni con pappo:
- achenio: è piccolo e di colore marrone chiaro; la forma è cilindrica/prismatica (o compressa) con alcune coste (o nervi) longitudinali; all'apice è presente un becco (ampio o filiforme); la superficie è strigosa ma priva di ghiandole;
- pappo: è capillare composto da setole disposte su 2 - 3 serie (quelle esterne sono più corte).

## Biologia
Impollinazione: l'impollinazione avviene tramite insetti (impollinazione entomogama tramite farfalle diurne e notturne).

Riproduzione: la fecondazione avviene fondamentalmente tramite l'impollinazione dei fiori (vedi sopra).

Dispersione: i semi (gli acheni) cadendo a terra sono successivamente dispersi soprattutto da insetti tipo formiche (disseminazione mirmecoria). In questo tipo di piante avviene anche un altro tipo di dispersione: zoocoria. Infatti gli uncini delle brattee dell'involucro (se presenti) si agganciano ai peli degli animali di passaggio disperdendo così anche su lunghe distanze i semi della pianta. Inoltre per merito del pappo il vento può trasportare i semi anche a distanza di alcuni chilometri (disseminazione anemocora).

## Distribuzione e habitat
Le specie di questo genere sono distribuite in America del Sud.

## Sistematica
La famiglia di appartenenza di questa voce (Asteraceae o Compositae, nomen conservandum) probabilmente originaria del Sud America, è la più numerosa del mondo vegetale, comprende oltre 23.000 specie distribuite su 1.535 generi, oppure 22.750 specie e 1.530 generi secondo altre fonti (una delle checklist più aggiornata elenca fino a 1.679 generi). La famiglia attualmente (2021) è divisa in 16 sottofamiglie; la sottofamiglia Asteroideae è una di queste e rappresenta l'evoluzione più recente di tutta la famiglia.

### Filogenesi
La tribù Astereae (una delle 21 tribù della sottofamiglia Asteroideae) comprende circa 40 sottotribù. In base alle ultime ricerche nella tribù sono stati individuati (provvisoriamente) 5 principali lignaggi:
- Basal grade: include alcuni generi isolati, il gruppo "South American-Oceania",  alcune sottotribù africane e il gruppo dei generi legnosi del Madagascar.
- Bellis lineage: comprende le sottotribù eurasiatiche e una sottotribù africana.
- Aster lineage: include i generi asiatici di Asterinae e i principali gruppi dell'Australia e dell'Oceania.
- Baccharis lineage: include alcuni gruppi sudamericani.
- North American lineage: include la vasta gamma di sottotribù del Nordamerica, Messico e alcuni gruppi distribuiti nel Sudamerica.

Il genere  Podocoma (insieme alla sottotribù Baccharidinae) è incluso nel lignaggio "Baccharis lineage" relativo agli areali del Sud America. La sottotribù Baccharidinae è divisa in 9 gruppi. Il genere di questa voce è incluso nel " Podocoma group".
I caratteri distintivi del genere sono:
- l'indumento varia da glabro a scabro o ispido-peloso (mai aracnoideo);
- le foglie talvolta sono persistenti;
- i capolini larghi 7 - 15 mm sono solitari e scaposi;
- l'ovario dei fiori del disco è fertile.

Il numero cromosomico delle specie di questo genere è: 2n = 18.
In precedenti trattazioni questo genere è descritto all'interno della sottotribù Podocominae (ora sinonimo di Baccharidinae).

### Elenco delle specie
Questo genere ha 7 specie:
- Podocoma bellidifolia Baker
- Podocoma blanchetiana  Baker
- Podocoma hieraciifolia  (Poir.) Cass.
- Podocoma hirsuta  Baker
- Podocoma macrocephala Herter
- Podocoma regnellii  Baker
- Podocoma spegazzinii  Cabrera

### Sinonimi
Sono elencati alcuni sinonimi per questa entità:
- Asteropsis Less.
- Podopappus Hook. & Arn.